# Пер Фріманн
Пер Фріманн (дан. Per Frimann, нар. 4 червня 1962, Гладсаксе) — данський футболіст, що грав на позиції півзахисника.
Виступав, зокрема, за «Андерлехт», а також національну збірну Данії, у складі якої був учасником чемпіонату світу та Європи.

## Клубна кар'єра
У дорослому футболі дебютував 1980 року виступами за команду другого дивізіону «Академіск».
Протягом 1981 року захищав кольори вищолігового клубу КБ (Копенгаген). Своєю грою за останню команду привернув увагу представників тренерського штабу бельгійського «Андерлехта», до складу якого приєднався на початку 1982 року. Відіграв за команду з Андерлехта наступні сім сезонів своєї ігрової кар'єри. Більшість часу, проведеного у складі «Андерлехта», був основним гравцем команди. За цей час тричі виборював титул чемпіона Бельгії, а також у 1983 році став володарем Кубка УЄФА, а наступного року фіналістом турніру.
Протягом 1988 року на правах оренди захищав кольори клубу «Орхус», з яким став володарем Кубка Данії 1987/88.
Завершив ігрову кар'єру у команді «Брондбю», за яку виступав протягом 1989—1990 років і виграв з командою Кубок Данії. У серпні 1990 року Фріманн закінчив свою ігрову кар'єру у віці 28 років через проблеми з травмами. Пер Фріман став першим данцем, який організував свій прощальний матч, в якому збірна Данії чемпіонату світу 1986 року обіграла «Брондбю» з рахунком 6:4.

## Виступи за збірну
12 жовтня 1983 року дебютував в офіційних матчах у складі національної збірної Данії в грі відбору на чемпіонат Європи 1984 року проти Люксембургу (6:0), замінивши Клауса Берггреена на 83-й хвилині.
У складі збірної поїхав на чемпіонат світу 1986 року у Мексиці, однак під час підготовки до турніру отримав серйозну травму щиколотки, через що на «мундіалі» на поле вийти не зміг. Згодом Фріманн був учасником чемпіонату Європи 1988 року у ФРН, де взяв участь у матчі проти італійців (0:2), в якому був замінений на 58-й хвилині Кімом Вільфортом. Чемпіонат був вкрай невдалим для його збірної: вона не вийшла з групи, програвши всі три матчі.
Фріманн також грав за олімпійську збірну. У 1988 році він вийшов з нею на Олімпійські ігри у Сеулі. Однак Данія на нього не поїхала, оскільки Фріманн не мав права грати у кваліфікаційному матчі проти Польщі (2:0) в Щецині, в результаті чого Данія отримала технічну поразку.
6 вересня 1989 року Пер Фріманн провів свій останній міжнародний матч у грі проти Нідерландів (2:2), вийшовши на поле на заміну замість Флеммінга Поульсена на 76-й хвилині. Загалом протягом кар'єри у національній команді, яка тривала 7 років, провів у її формі 17 матчів, забивши 1 гол.

## Титули і досягнення
- Чемпіон Бельгії (3):

«Андерлехт»: 1984/85, 1985/86, 1986/87
- Володар Кубка Данії (2):

«Орхус»: 1987/88
«Брондбю»: 1988/89
- Володар Кубка УЄФА (1):

«Андерлехт»: 1982/83

## Подальше життя
Після завершення кар'єри з 1992 по 1996 рік працював в області зв'язків з громадськістю в Європейській комісії. У 1996 році був найнятий на посаду консультанта в Національний олімпійський комітет Данії. 
У квітні 1998 року він став спортивним директором свого колишнього клубу «Академіск». У жовтні 1998 року Фріманн відмовився відпустити з АБ достроково і відсторонив від роботи тренера Крістіана Андерсена , який погодив контракт з суперником по чемпіонату «Копенгагеном» за вісім місяців до закінчення поточного контракту. Незабаром він передумав і відпустив Андерсена, однак після цього інциденту у них були напружені стосунки. За час роботи Фрімана, клуб втратив більшу частину своєї ліквідності, і він покинув клуб в 2002 році.
Надалі Фріманн працював спортивним коментатором в футбольному шоу «Onside» на данському телеканалі TV3. В автобіографії 2004 року Андерсен висловився про можливу причетність Фріманна до фінансових втрат «Академіска», однак після того, як Пер повідомив про можливість судового процесу, той приніс публічні вибачення.